# تيزي انورار (أمان اليلا)
تيزي انورار هو دُوَّار يقع بجماعة سكورة مداز، إقليم بولمان، جهة فاس مكناس في المملكة المغربية. ينتمي الدوّار لمشيخة أمان اليلا التي تضم 3 دواوير. يقدر عدد سكانه بـ 310 نسمة حسب الإحصاء الرسمي للسكان والسكنى لسنة 2004.
تقع بين جماعة سكورة امداز وجماعة كيكو وجماعة تازوطة من الجهة الغربية،على الطريق الرابطة بين كيكو وسكورة عبر تافراوت